# Can Solà (Barcelona)
Can Solà, coneguda també com a Casal del Solà, fou una masia de Barcelona, actualment enderrocada. Documentada almenys des de segle xvi. La propietària d'aquesta masia, Josefa Solà, va cedir, a finals del segle xix, els terrenys on actualment s'aixeca la parròquia de Santa Eulàlia de Vilapicina, al passeig de Fabra i Puig. El nom d'aquesta masia és citat repetidament pel Baró de Maldà. Va desaparèixer amb la urbanització dels carrers de Santanyí i d'Alella.